# Фруде Андресен
Фруде Андресен (норв. Frode Andresen; 9 вересня 1973, Роттердам, Нідерланди) — норвезький біатлоніст, олімпійський чемпіон Солт-Лейк-Сіті 2002, срібний призер Нагано 1998, бронзовий призер Турину 2006, дворазовий чемпіон світу з біатлону.

## Виступи на Олімпійських іграх
| Рік  | Місце проведення | Інд | Спр | Пр | МС | Ест |
| 1998 | Нагано           | 19  | 2   |    |    |     |
| 2002 | Солт-Лейк-Сіті   | 7   | 8   | 14 |    | 1   |
| 2006 | Турин            | 15  | 3   | 6  | 19 | 5   |

## Виступи на чемпіонатах світу
| Рік  | Місце проведення     | Інд | Спр | Пр | МС  | Ест | ЗМ |
| 1995 | Антхольц-Антерсельва |     | 10  |    |     | 5   |    |
| 1996 | Рупольдінг           |     | 5   |    |     | 4   |    |
| 1997 | Брезно-Осрбліє       |     | 14  | 19 |     |     |    |
| 1998 | Поклюка              |     |     | 8  |     |     |    |
| 1999 | Контіолахті          |     | 3   | 27 |     | 3   |    |
| 1999 | Осло                 | 53  |     |    | 6   |     |    |
| 2000 | Осло                 | 21  | 1   | 6  | DSQ |     |    |
| 2000 | Лахті                |     |     |    |     | 2   |    |
| 2001 | Поклюка              |     | 8   | 6  | 16  | 3   |    |
| 2003 | Ханти-Мансійськ      | 26  | 6   | 13 | 21  | 4   |    |
| 2004 | Обергоф              |     | 10  | 15 | 19  |     |    |
| 2005 | Гохфільцин           |     | 35  | 35 |     |     |    |
| 2006 | Поклюка              |     |     |    |     |     | 23 |
| 2007 | Антхольц-Антерсельва | 4   |     |    | 6   | 2   | 3  |
| 2008 | Естерсунд            |     | 57  | 42 |     |     |    |

## Список перемог на етапах Кубка світу
За свою багаторічну кар'єру виступів на етапах Кубка світу з біатлону Фроде 67 разів підіймався на подіум пошани, з них 23 рази на найвищу сходинку та 25 разів був другим. 14 із 23-х перемог були здобуті Андресеном в особистих гонках, решта — в естафетах. Найкращого ж особистого результати в загальному заліку біатлоністів спортсмену вдалося досягти в сезоні 2000/2001, коли він за підсумками сезону посів 3 місце.
| №  | Позиція | Дисципліна           | Етап        | Місце проведення |
| -- | ------- | -------------------- | ----------- | ---------------- |
| 1  | 1       | естафета             | 1997/98 — 4 | Рупольдінг       |
| 2  | 1       | спринт               | 1997/98 — 4 | Рупольдінг       |
| 3  | 1       | гонка переслідування | 1998/99 — 7 | Валь Картьєр     |
| 4  | 1       | естафета             | 1999/00 — 2 | Поклюка          |
| 5  | 1       | гонка переслідування | 1999/00 — 2 | Поклюка          |
| 6  | 1       | спринт               | 1999/00 — 2 | Поклюка          |
| 7  | 1       | спринт               | 1999/00 — 3 | Брезно-Осрбліє   |
| 8  | 1       | гонка переслідування | 1999/00 — 7 | Естерсунд        |
| 9  | 1       | спринт               | 1999/00 — 7 | Естерсунд        |
| 10 | 1       | естафета             | 2000/01 — 2 | Поклюка          |
| 11 | 1       | естафета             | 2000/01 — 5 | Руполдінг        |

| №  | Позиція | Дисципліна           | Етап        | Місце проведення |
| -- | ------- | -------------------- | ----------- | ---------------- |
| 12 | 1       | спринт               | 2000/01 — 8 | Лейк-Плесід      |
| 13 | 1       | гонка переслідування | 2000/01 — 9 | Осло             |
| 14 | 1       | спринт               | 2000/01 — 9 | Осло             |
| 15 | 1       | естафета             | 2001/02 — 6 | Антхольц         |
| 16 | 1       | спринт               | 2002/03 — 1 | Естерсунд        |
| 17 | 1       | естафета             | 2002/03 — 1 | Естерсунд        |
| 18 | 1       | естафета             | 2004/05 — 7 | Турин            |
| 19 | 1       | спринт               | 2005/06 — 2 | Гохфільцин       |
| 20 | 1       | спринт               | 2005/06 — 5 | Руполдінг        |
| 21 | 1       | спринт               | 2005/06 — 6 | Антхольц         |
| 22 | 1       | естафета             | 2006/07 — 3 | Гохфільцин       |
| 23 | 1       | естафета             | 2006/07 — 5 | Руполдінг        |

## Загальний залік в Кубку світу
- 1993–1994 — 58-е місце (10 очок)
- 1994–1995 — 40-е місце (38 очок)
- 1995–1996 — 10-е місце (141 очко)
- 1996–1997 — 14-е місце (153 очки)
- 1997–1998 — 9-е місце (222 очки)
- 1998–1999 — 11-е місце (260 очок)
- 1999–2000 — 6-е місце (376 очок)
- 2000–2001 — -е місце (720 очок)
- 2001–2002 — 5-е місце (669 очок)
- 2002–2003 — 6-е місце (486 очок)
- 2003–2004 — 8-е місце (514 очок)
- 2004–2005 — 15-е місце (365 очок)
- 2005–2006 — 9-е місце (510 очок)
- 2006–2007 — 21-е місце (308 очок)
- 2007–2008 — 30-е місце (166 очок)
- 2008–2009 — 47-е місце (143 очки)
- 2009–2010 — 45-е місце (163 очки)